# Dekanat Terespol (diecezja lubelsko-chełmska)
Dekanat Terespol – jeden z 5 dekanatów diecezji lubelsko-chełmskiej Polskiego Autokefalicznego Kościoła Prawosławnego. Siedzibą dekanatu jest Międzyleś.

## Historia
Dekanat został utworzony w 1992. Początkowo liczył 10 parafii.

## Parafie
W skład dekanatu wchodzi 11 parafii:
- parafia Podwyższenia Krzyża Pańskiego w Dobratyczach
  - cerkiew Podwyższenia Krzyża Pańskiego w Dobratyczach
- parafia św. Michała Archanioła w Holeszowie
  - cerkiew św. Michała Archanioła w Holeszowie
- parafia św. Dymitra w Janówce
  - cerkiew św. Dymitra w Janówce
- parafia Opieki Matki Bożej w Kobylanach
  - cerkiew Opieki Matki Bożej w Kobylanach
- parafia św. Michała Archanioła w Kodniu
  - cerkiew Świętego Ducha w Kodniu
  - cerkiew św. Proroka Eliasza w Olszankach
- parafia św. Jana Teologa w Kopytowie
  - cerkiew św. Jana Teologa w Kopytowie
  - kaplica św. Jana Teologa w Kopytowie
- parafia św. Serafina z Sarowa w Kostomłotach
  - cerkiew św. Serafina z Sarowa w Kostomłotach
- parafia św. Anny w Międzylesiu
  - cerkiew św. Anny w Międzylesiu
  - cerkiew św. Mikołaja w Bokince Pańskiej
  - kaplica Zmartwychwstania Pańskiego w Międzylesiu
  - kaplica Opieki Matki Bożej w Matiaszówce
- parafia Opieki Matki Bożej w Sławatyczach
  - cerkiew Opieki Matki Bożej w Sławatyczach
- parafia św. Apostoła Jana Teologa w Terespolu
  - cerkiew św. Apostoła Jana Teologa w Terespolu
  - kaplica Zmartwychwstania Pańskiego w Terespolu
- parafia św. Mikołaja w Zabłociu
  - cerkiew św. Mikołaja w Zabłociu
  - kaplica Zmartwychwstania Pańskiego w Zabłociu
  - kaplica Świętych Niewiast Niosących Wonności w Leniuszkach